# Halichoeres brasiliensis
Espèce
Halichoeres brasiliensis est un poisson osseux de petite taille de la famille des Labridae endémique du Brésil.